# ホンジュラスの世界遺産
ホンジュラスの世界遺産 （ホンジュラスのせかいいさん）はユネスコの世界遺産に登録されているホンジュラス国内の文化・自然遺産。
※この項目はウィキプロジェクト 世界遺産に準じて作成されています

## 文化遺産
- コパンのマヤ遺跡 - （1982年）

## 自然遺産
.

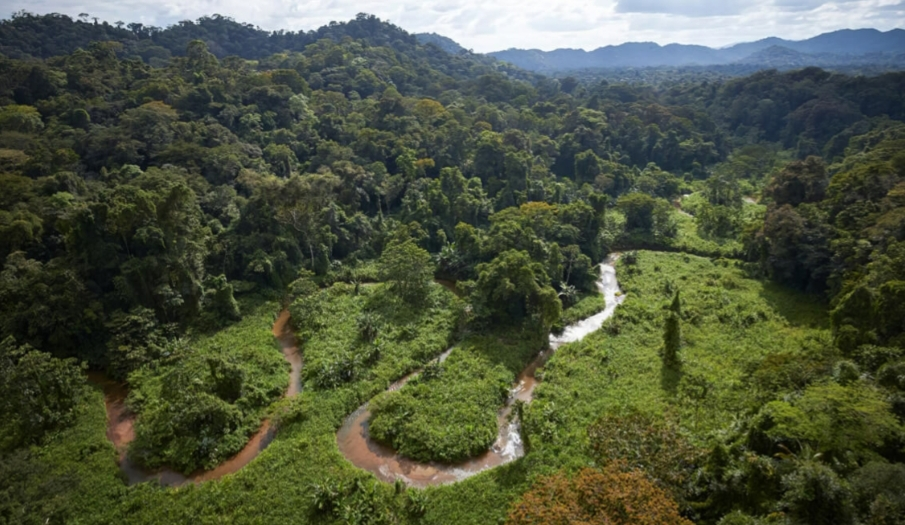
ジャングル、リオプラタノ生物圏保護区ホンジュラス

- リオ・プラタノ生物圏保護区 - （1980年）